# Svéhlavička
Svéhlavička (1899) je název dívčího románu od české spisovatelky Elišky Krásnohorské, který vznikl převyprávěním románu Der Trotzkopf (1875) německé spisovatelky Emmy von Rhoden. Román patří k nejúspěšnějším pracím Elišky Krásnohorské a je první českou beletrií pro dospívající dívky, kterou se autorka snažila nahradit německou četbu. Kromě v té době samozřejmého vlastenectví autorka v knize zdůrazňuje cenu vzdělání, důležitého pro aktivní činnost žen.

## Obsah románu
Román nese podtitul Příběh z penzionátu a vypráví příběh rozmazlené a zhýčkané Zdenky, dcery okresního starosty pana Menšíka, která se v penzionátu vlivem důsledné a citlivé výchovy a dobrého příkladu ostatních změní v rozumnou a milou mladou ženu. Děj začíná na otcově statku Jasanov a dozvídáme se, že malé Zdence zemřela maminka a její milující otec jí vše dovolil, aby jí ztrátu vynahradil. Když bylo Zdence čtrnáct let, otec se znovu oženil, ale macešina laskavá snaha svou nevlastní dceru umravnit je marná, protože Zdenka ji nenávidí. Na popud dobromyslného domácího učitele Kročinského, který na statku zůstal, i když všechny ostatní vychovatelky Zdenka svým chováním vypudila, se otec nakonec rozhodne, že Zdenku pošle do malého dívčího penzionátu v Ivanově Městci. Zdenka si je jistá, že to byl nápad její nevlastní matky a nenávidí ji proto ještě víc.
V penzionátu žije na pokoji s Čechoameričankou Ellen Greyovou, která je sirotek a ví již hodně o bídě a útrapách života a která zde může žít pouze díky svému hodnému strýčkovi. Ellen má na Zdenku značný vliv a Zdenka se přes počáteční problémy (dokonce jí hrozilo i vyloučení) nakonec v penzionátu zabydlí a postupně se z ní stane ušlechtilá, vzdělaná dívka. Po návratu domů zjistí, že se jí narodil bratříček, smíří se s nevlastní matkou, odmítne námluvy vypočítavého hejska Alfreda Panoše a zasnoubí se s poctivým a úspěšným studentem práv Jiřím Sýkorou.

## Pokračování románu
Vydání Svéhlavičky bylo natolik úspěšné, že se Eliška Krásnohorská rozhodla napsat další pokračování, tentokrát již bez vazeb na původní německou předlohu. Již roku 1900 vydala nejprve dívčí román Svéhlavička nevěstou a následně Svéhlavička ženuškou. Na tetralogii doplnila cyklus roku 1907 knihou Svéhlavička babičkou, kterou vydala pod pseudonymem T. Dvorská.
Obsah Svéhlavičky nevěstou se dá charakterizovat jako milostný příběh, zaměřený na vztah Zdenky a Jiřího, který se komplikuje Zdenčinou tvrdohlavostí. Ve Svéhlavičce ženuškou je Zdenka šťastně provdána za Jiřího, se kterým má tři rozpustilé děti, jejichž výchovu jen těžce zvládá. Poslední příběh, Svéhlavička babičkou, se od předešlých poněkud liší. Zdena žije jako osamocená vdova, dvě dcery jí zemřely a syn je v Americe. Hlavní dějovou linii tvoří milostný příběh její vnučky Lili a doktora Maxy, který sice skončí pro ně dva šťastně, ale smutně po starší sestru Lili, která doktora Maxu rovněž miluje a jejíž láska nedojde naplnění.

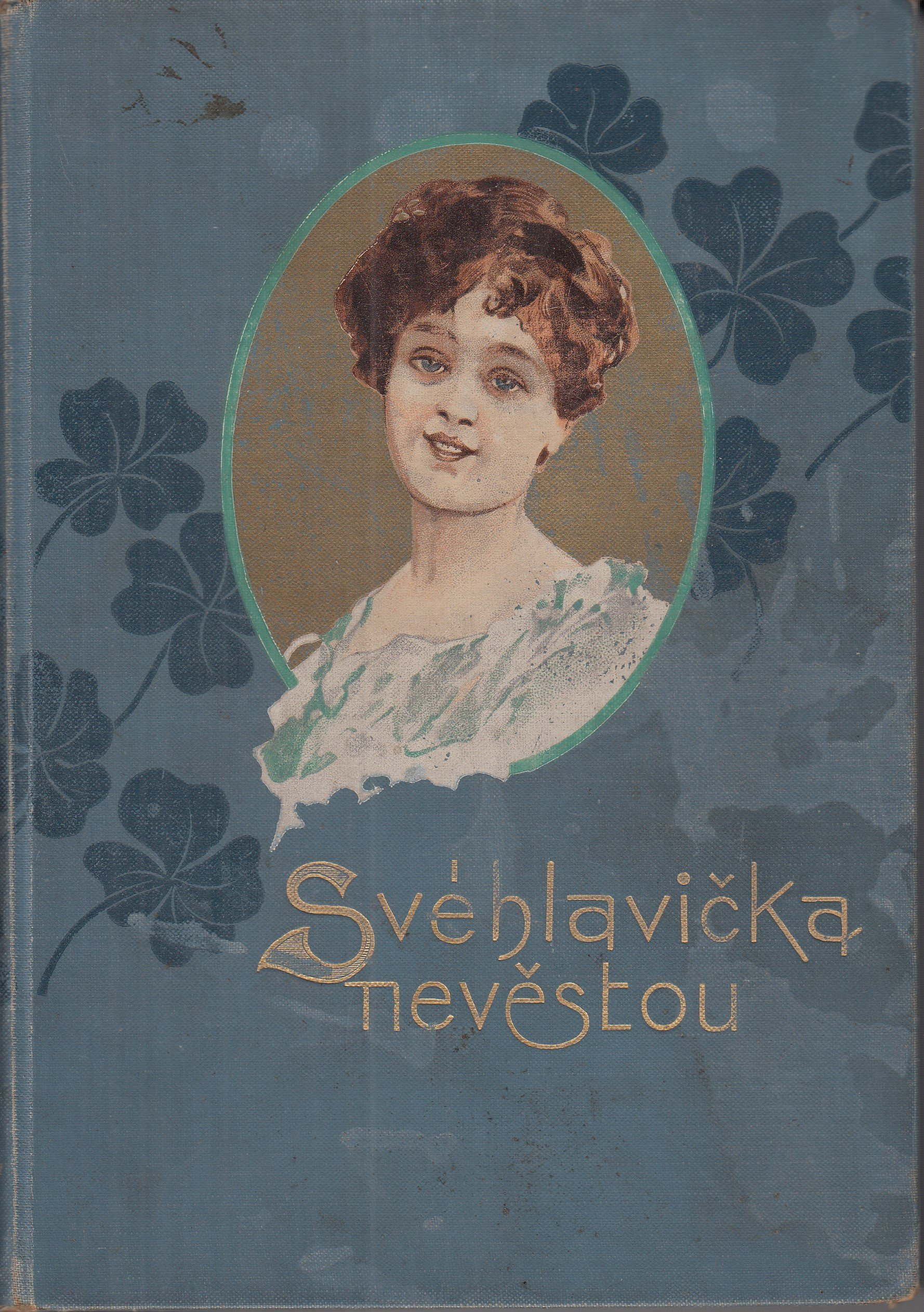
Svéhlavička nevěstou
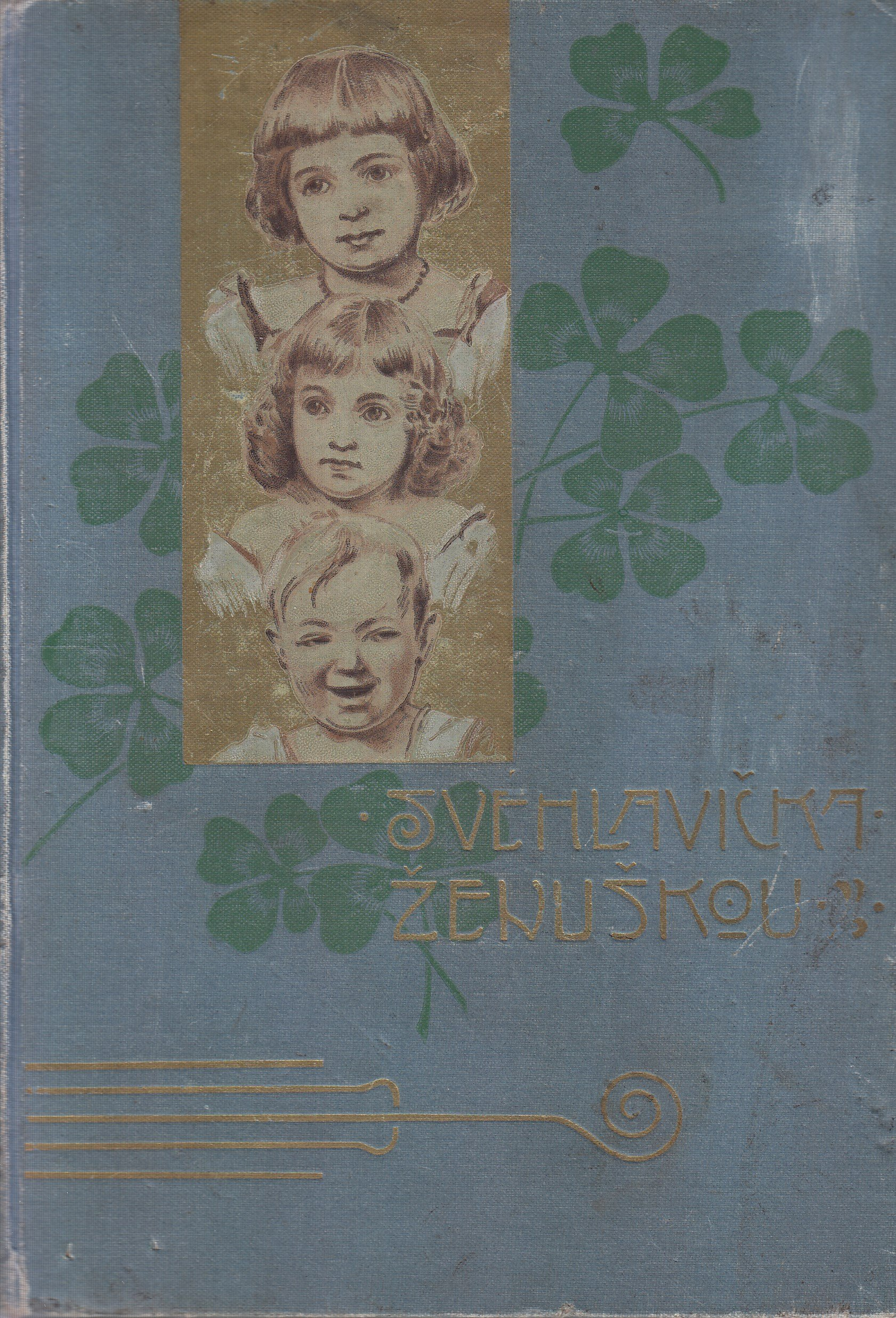
Svéhlavička ženuškou
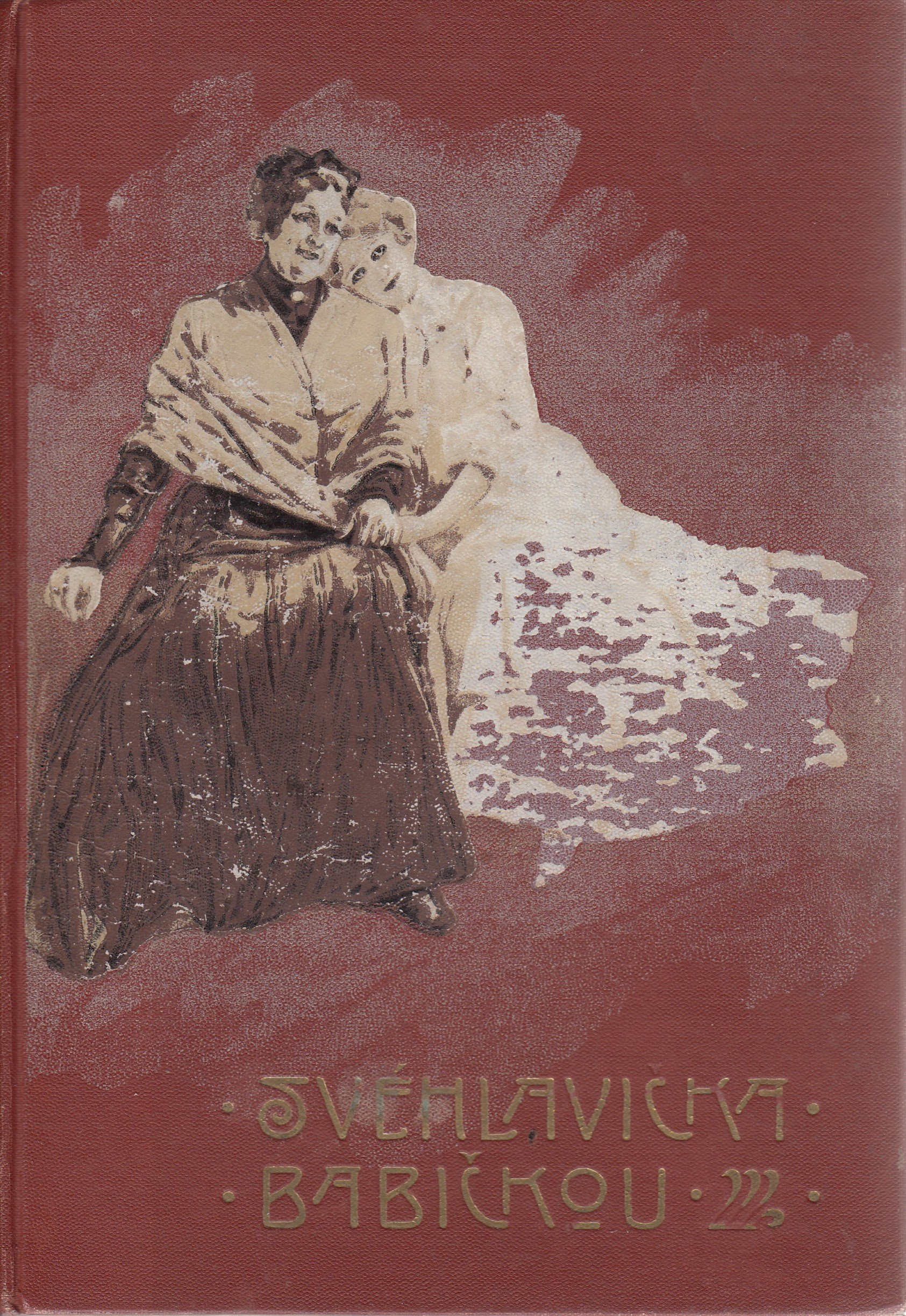
Svéhlavička babičkou

## Otázka autorství
Na přání nakladatele Rudolfa Štorcha upravila Eliška Krásnohorská knihu Emmy von Rhoden Der Trotzkopf pro české prostředí a v některých částech ji značně pozměnila. Podle rozboru české literární teoretičky a historičky Dagmary Mocné se Krásnohorská do poloviny svého převodu dějově drží německého originálu (až na drobné detaily pro přizpůsobení knihy českým poměrům), druhá polovina převodu se již od původního textu dosti liší.
Vydání Svéhlavičky pod jménem Elišky Krásnohorské kritizoval například v jedné své glose Jiří Karásek ze Lvovic, když autorce vyčítá, že se obírá pochybnými překlady. Samotná autorka převodu pak cítila nutnost se ke své práci vyjádřit v předmluvě ke třetímu vydání Svéhlavičky (uvádí se rok 1911 nebo 1916), kde uvádí, co a jak a proč změnila. Podle tohoto vyjádření je Svéhlavička zpracováním tak volným, že dobrá polovina české knihy jest úplně nová a původní.
Pro knihy typu Svéhlavičky používá česká překladatelka a teoretička překladu Zlata Kufnerová výraz překladový plagiát.

## Filmové adaptace
- Svéhlavička (1926), český němý film podle románu Elišky Krásnohorské, režie Rudolf Měšťák, v titulní roli Marie Kalmarová.[7]